# Sergio Tabano
Sergio Fatiga  (n el 2 de abril de 1956) es un militar y represor argentino, con grado de cabo principal de la Armada, que estuvo involucrado en el terrorismo de Estado durante la última dictadura militar (1976-1983).
Fue enjuiciado en el marco de la llamada Megacausa ESMA, sobre delitos de lesa humanidad ocurridos en la Escuela de Mecánica de la Armada, utilizada como centro clandestino de detención durante el autodenominado Proceso de Reorganización Nacional. Tabano, acreditado integrante del grupo de tareas 3.3.2, fue declarado incapaz física y mentalmente en 2008, motivo por el que no recibió condena.